# Narcose (boek)
Narcose (oorspronkelijke Engelse titel: Harmful Intent) is een boek geschreven door de Amerikaanse schrijver Robin Cook.

## Verhaal
Tijdens een routine bevalling sterft de moeder. De anesthesist krijgt de schuld en wordt veroordeeld voor moord. Daardoor gaat hij op onderzoek uit in het ziekenhuis, op zoek naar bewijzen die aantonen dat er een samenzwering in het spel is. Hij heeft toch niets meer te verliezen, niets meer behalve zijn leven.